# You Can Sleep While I Drive
You Can Sleep While I Drive is een nummer van de Amerikaanse zangeres Melissa Etheridge uit 1990. Het is de vierde en laatste single van haar tweede studioalbum Brave and Crazy.
"You Can Sleep While I Drive" is een rustige ballad. Het nummer wist in thuisland de Verenigde Staten geen hitlijsten te bereiken. Nederland was het enige land waar het nummer in de hitlijsten terechtkwam; het bereikte de 19e positie in de Tipparade.
In 1995 werd het nummer gecoverd door Trisha Yearwood. Haar versie bereikte de 23e positie in de Amerikaanse countrylijst.